# Truth (음반)
| 전문가 평가                   | 전문가 평가 |
| 평가 점수                     | 평가 점수   |
| 출처                          | 점수        |
| ----------------------------- | ----------- |
| AllMusic                      | [ 2 ]       |
| Encyclopedia of Popular Music | [ 3 ]       |
| The Great Rock Discography    | 6/10        |
| Music Story                   | [ 3 ]       |
| MusicHound Rock               | 4.5/5       |
| The Rolling Stone Album Guide | [ 4 ]       |

《Truth》는 1968년 7월 29일, 영국의 컬럼비아 레코드와 미국의 에픽 레코드에서 발매된 영국의 기타리스트 제프 벡의 데뷔 스튜디오 음반이다. 이 음반은 특히 로드 스튜어트와 로니 우드를 포함한 그의 후원 밴드인 제프 벡 그룹의 재능을 더 많은 관객들에게 소개했고, 빌보드 200에서 15위로 정점을 찍었다.

## 배경 및 내용
1966년 말 야드버즈를 떠난 후 제프 벡은 3개의 상업용 싱글 음반을 발매했는데, 두 곡은 1967년에 리드 보컬을 맡았고, 한 곡은 1968년에 보컬을 맡지 않았다. 모두 영국 싱글 차트에서 히트를 친 적이 있었고, 모두 프로듀서 미키 모스트의 요청으로 A-사이드 팝 차트를 겨냥한 곡들이 특징이었다. B-사이드에는 더 하드한 록과 블루스를 기반으로 한 숫자가 피처링되었고, 음반에 수록된 음악으로는 벡이 후자 코스를 선택했다.
녹음 세션은 1968년 5월 14일~15일, 25일~26일 4일 동안 진행되었다. 이 세션에서 9개의 곡은 제롬 컨의 〈Ol' Man River〉, 튜더 시대 멜로디 〈Greensleeves〉 그리고 보니 돕슨의 1966년 히트 싱글 팀 로즈의 〈Morning Dew〉을 포함했다. 벡은 윌리 딕슨의 노래에서 두 거인 시카고 블루스의 거인 머디 워터스의 〈You Shook Me〉와 하울링 울프의 〈I Ain't Superstitious〉을 인정했다. 이 음반은 벡의 오래된 밴드인 〈Shapes of Things〉의 노래로 시작되었다. 벡과 스튜어트의 가명인 "제프리 로드"는 버디 가이의 같은 제목의 노래 〈Let Me Love You〉와 B.B. 킹의 〈Rock Me Baby〉의 〈Rock My Plimsoul〉과 B.B. 킹의 다른 곡인 〈Gambler's Blues〉와 비슷한 〈Blues Deluxe〉가 있다. 〈Plimsoul〉은 이미 1967년 싱글 〈Tallyman〉의 B-사이드에 녹음되었고, 지미 페이지, 존 폴 존스, 키스 문, 미래의 벡 그룹 피아니스트 니키 홉킨스가 참여하는 10번 트랙은 〈Beck's Bolero〉로, 초기 B-사이드에서 〈Hi Ho Silver Lining〉으로 스테레오용으로 편집되고 리믹스되었다. 계약상 갈등으로 인해, 문은 오리지널 음반에 〈You Know Who〉로 인정받았다.

## 곡 목록
| #  | 제목                 | 작사·작곡                           | 재생 시간 |
| -- | -------------------- | ----------------------------------- | --------- |
| 1. | 〈Shapes of Things〉 | 짐 매카티, 키스 렐프, 폴 샘웰스미스 | 3:22      |
| 2. | 〈Let Me Love You〉  | 제프리 로드                         | 4:44      |
| 3. | 〈Morning Dew〉      | 보니 돕슨                           | 4:40      |
| 4. | 〈You Shook Me〉     | 윌리 딕슨, J. B. 르누아르           | 2:33      |
| 5. | 〈Ol' Man River〉    | 제롬 컨, 오스카 해머스타인 2세      | 4:01      |

| #  | 제목                      | 작사·작곡   | 재생 시간 |
| -- | ------------------------- | ----------- | --------- |
| 1. | 〈Greensleeves〉          | 민요        | 1:50      |
| 2. | 〈Rock My Plimsoul〉      | 로드        | 4:13      |
| 3. | 〈Beck's Bolero〉         | 지미 페이지 | 2:54      |
| 4. | 〈Blues De Luxe〉         | 로드        | 7:33      |
| 5. | 〈I Ain't Superstitious〉 | 딕슨        | 4:53      |

## 인증
| 국가                       | 인증 | 판매량/출하량 |
| -------------------------- | ---- | ------------- |
| 미국 (RIAA)                | 골드 | 500,000^      |
| ^출하량을 기반으로 한 인증 |      |               |